# Theodor Christian Egeberg
Theodor Christian Egeberg, född 23 februari 1847 i Kristiania (nuvarande Oslo), död där 2 juni 1915, var en norsk läkare. Han var son till Christian August Egeberg. 
Efter att Egeberg 1872 hade tagt medicinsk ämbetsexamen inriktade han främst på kirurgi och var 1875–1878 förste underläkare vid Rikshospitalets kirurgiska avdelning. Senare verkade han som praktisk läkare och kirurg i Kristiania och som läkare vid Vor Frue Hospital från 1887, livläkare hos kung Oscar II 1889, förste livmedikus 1903, läkare för Håkon VII 1905, och var senare läkare hos den norska kungafamiljen. 
Egeberg skrev en rad avhandlingar, huvudsakligen om kirurgiska ämnen, i norska medicinska tidskrifter. Egeberg, som själv var en framstående musiker, testamenterade stora summor till främjande av orkester- och kammarmusiken i Kristiania och till humanitära ändamål.